# Dysgonia sakaraha
Dysgonia sakaraha is een vlinder uit de familie van de spinneruilen (Erebidae). De wetenschappelijke naam van deze soort is voor het eerst voorgesteld als Achaea sakaraha door Paul Griveaud in een publicatie uit 1981.
De soort komt voor op Madagaskar.